# Échographie haute fréquence

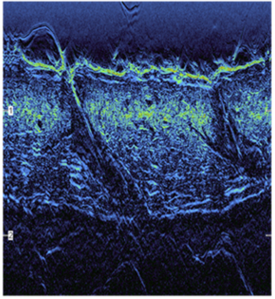
Échographie de follicules pileux de la peau à 50 MHz.

L'échographie haute fréquence est une technique d'imagerie médicale basée sur des ultrasons à haute fréquence (>20 MHz). C'est un outil de diagnostic qui offre une meilleure résolution qu'une échographie classique (1-15 MHz), de l'ordre de la dizaine de microns, mais avec de faibles profondeurs de pénétration. 
Par exemple, une échographie à 25 MHz offrira une résolution latérale de 0,2 mm pour une profondeur de pénétration de 8 mm alors qu'une échographie à 50 MHz donnera une résolution latérale de l'ordre de 0,05 mm mais une profondeur de 3 mm. 
Elle compte de nombreuses applications, que ce soit dans le domaine médical (ophtalmologie, neurologie, dermatologie...), l'exploration vétérinaire ou dans l'industrie,.

## Avantages et inconvénients
L’échographie est un examen simple, peu onéreux, facile d’accès, non douloureux et sans aucune contre-indication. C’est une technique non irradiante et non invasive.
L'avantage majeur de l'échographie haute fréquence est qu'elle offre une meilleure résolution qu'une échographie conventionnelle mais cela lui fait perdre en profondeur de pénétration. C'est notamment pour cette raison que cette technique d'imagerie est principalement utilisée, à l'heure actuelle, pour l'étude du petit animal : souris, poissons, rats. 
|                 | 25 MHz | 50 MHz |
| --------------- | ------ | ------ |
| Résolution (mm) | 0,2    | 0,05   |
| Profondeur (mm) | 8      | 3      |

Comparée à l'IRM et la Tomographie, à la même échelle, l'échographie haute fréquence est l'outil d'imagerie le moins cher et qui nécessite le moins de temps d’acquisition. De plus, l'échographe peut être mobile et facile à transporter contrairement à l'IRM. En revanche, cette technique est la plus limitée en termes de profondeur de pénétration. Certaines structures réfléchissent ou ne laissent pas passer les ultrasons et ne peuvent donc pas être visualisées: c'est le cas des os par exemple. 

## Intérêt de l'échographie haute fréquence 3D
Qu'elle soit à haute fréquence ou conventionnelle, l'échographie 3D présente un véritable intérêt par rapport à la 2D. En effet, l'échographie 3D prend en compte les espaces et les volumes, ce qui apporte un véritable confort esthétique lors de la visualisation. Grâce à cette vue d'ensemble, l'intégralité des volumes sont visibles, ce qui réduit la variabilité intra-opérateur inter-opérateur et donc le risque de non-détection d'anomalies. Cela permet de réaliser un diagnostic plus rigoureux en réduisant les chances d'erreur. Dans le cadre de la visualisation de tumeurs, cette amélioration est vitale pour le patient.

## Applications

### Ophtalmologie
Beaucoup de structures de l'œil sont trop petites pour pouvoir être visualisées par l'échographie conventionnelle, le scanner ou l'IRM. 
Pour observer le segment antérieur de l'œil, des outils de microscopie optique étaient utilisés, comme l'ophtalmoscope, la lampe à fente ou encore la gonioscopie. Ces instruments fournissent des informations précieuses sur les surfaces des tissus oculaires, mais donnent peu d'informations sur les structures sous-orbitales. L'œil est considéré comme une bonne application des ultrasons à haute fréquence car la majorité des tissus importants dans le segment antérieur se trouvent à quelques millimètres de la surface de l'œil (faible profondeur de pénétration donc meilleure résolution).

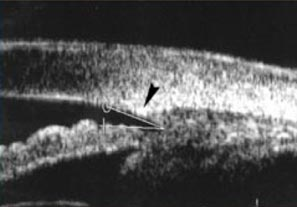
Visualisation de la région cornéo-irido-ciliaire par UBM (50 MHz), avec mise en évidence de l'éperon scléral (flèche).

Actuellement, 3 applications principales existent pour la biomicroscopie par ultrasons :
- étude de différents types de glaucome,
- visualisation de lésions au niveau du segment antérieur,
- pachymétrie cornéenne, pour déterminer l'épaisseur de la cornée.

Détection du glaucome
Le glaucome est une maladie dégénérative du nerf optique qui entraîne une perte progressive de la vision, en raison des pressions oculaires qui ne sont pas régulées. Plusieurs causes peuvent expliquer ce dysfonctionnement, la plupart étant reliées à la production et à la circulation d'humeur aqueuse. Dans le cas du glaucome par blocage pupillaire, la pression dans la chambre postérieure augmente de manière disproportionnée, ce qui cause une courbure de l'iris. 
Cette vue en coupe transversale permet de faire des mesures quantitatives sur les structures critiques : profondeur des chambres antérieures et postérieures, degré d'ouverture de l'angle entre l'iris et la cornée... Ces grandeurs peuvent être contrôlées par des interventions comme l'iridotomie laser.  
L'avantage des ultrasons à haute fréquence est leur capacité à permettre de distinguer les différents types de glaucome, ce qui est primordial pour le traitement car chaque diagnostic requiert une approche thérapeutique différente.
Lésions du segment antérieur
Les ultrasons à haute fréquence sont également utilisés pour l'évaluation des tumeurs au niveau du segment antérieur, des lésions sclérales et des kystes. L'avantage de cette technique est sa capacité à différencier les kystes de la chambre postérieure et des lésions massives, et à visualiser la propagation des masses solides dans les structures oculaires adjacentes. 
Détermination de l'épaisseur de la cornée
La plupart des pathologies survenant dans la cornée peuvent être observées directement. Les ultrasons à haute fréquence permettent d'évaluer les changements internes dans la cornée, les dimensions de la cornée ou encore les changements sous-jacents dans la chambre antérieure. 
Dans une cornée normale, cette technologie permet d'obtenir une meilleure évaluation quantitative de l'épaisseur et de la courbure de la cornée, en comparaison avec les systèmes fonctionnant à des fréquences moins élevées. 
Le stroma et l'épithélium cornéens peuvent également être imagés et mesurés afin d'étudier les effets de la chirurgie photoréfractive.

### Petit animal

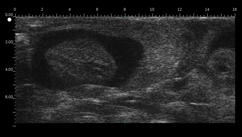
Echographie d'un embryon de souris

Actuellement, les applications les plus répandues pour l'échographie haute fréquence sont consacrées à l'étude du petit animal. Les principaux domaines et techniques d'application sont le domaine cardiovasculaire, la neurobiologie ou encore la néphrologie.
Cardiovasculaire
Les ondes ultrasonores à haute fréquence permettent d'obtenir une évaluation quantitative du cœur, de son fonctionnement et des principaux vaisseaux sanguins associés. Cette technique permet également de déterminer l'étendue des maladies cardio-vasculaires ou encore d'évaluer l'efficacité des traitements associés à ces maladies. Les pathologies les plus répandues sont l'infarctus du myocarde, la dysfonction diastolique ou encore l'hypertrophie cardiaque. 
Biologie du cancer
Certains échographes à haute fréquence permettent de détecter l'apparition de tumeurs, de mesurer leur taille et aussi de visualiser leur vascularisation. Le suivi de l'évolution des tumeurs et la représentation en 3D pour déterminer leur volume sont également possibles. 
Neurobiologie
Cette technique est principalement utilisée pour visualiser le développement des structures du cerveau et de la moelle épinière chez l'embryon et le nouveau-né. Elle permet aussi de quantifier le flux sanguin dans le cerveau ou encore l'injection de cellules, de matériel génétique et de rétrovirus. 
Néphrologie
La néphrologie est la spécialité médicale visant à prévenir, diagnostiquer et soigner les maladies des reins. 
Les échographes sont capables de visualiser des images à haute résolution des reins et d'autres structures relatives, comme le cortex rénal, les veines et artères rénales, l'urètre, l'uretère ou encore la vessie en 2D et 3D. Cela permet de détecter des changements dans la texture, la luminosité, la forme et la taille des tissus rénaux, qui sont dus à de nombreuses pathologies: insuffisance rénale, calculs rénaux, cancer du rein...
L'échographie est aussi utilisée afin de guider l'injection ou le prélèvement de tissus du rein ou des structures avoisinantes, évitant ainsi de recourir à des incisions abdominales. 

### Dermatologie
Concernant l'échographie appliquée à la peau(les ongles et les cheveux également), les applications sont nombreuses. En effet, la qualité de résolution apportée par les hautes fréquences permet de visualiser distinctement les différentes couches de la peau.
Cependant, il faut prendre en considération l'épaisseur de la peau qui est l'organe le plus épais du corps (par exemple, plus de 3 mm ne serait-ce que pour la couche dermique dorsale). L'échographie haute fréquence ne peut rendre visible que de faibles épaisseurs de peau (5-6 mm à 20 MHz, 3 mm à 75 MHz, 1 mm à 100 MHz). Cette limite peut s'avérer problématique dans la détection du cancer de la peau ou des anomalies vasculaires.
Les équipements développés permettent de varier les fréquences en temps réel et ainsi d'optimiser les détections en fonction des objectifs. Ces équipements se montrent sensibles à la couleur et la puissance Doppler (détection de flux). À noter que certains équipements sont dotés de sondes en forme de crosse en amende permettant ainsi une adhésion efficace aux zones au relief complexe telles que le visage.

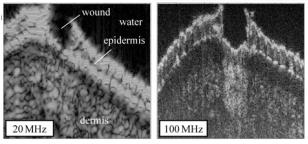
Comparaison d'échographie de la peau à 20MHz et 100MHz

Pathologies détectables pour la peau, :
- Lésions bénignes : Kyste épidermique, trichilemmal, pilonidal
- Lésions solides : Pilomatrixoma, dermatofibroma
- Anomalies vasculaires : Hémangiomes de l'enfance, malformations
- Lésions critiques : Cancer sans mélanome, mélanomes
- Lésions inflammatoires : Psoriasis, morphée, hidrosadénit, verrues plantaires

Pathologies détectables pour les ongles :
- Lésions bénignes : tumeur Glomus, granulome, exostose subungual, kyste synovial

Autres : corps étrangers, enduits issus du cosmétique.

### Dentaire

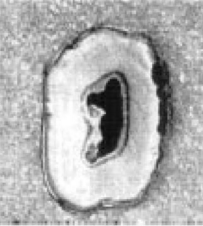
Molaire observée au microscope acoustique

La carie dentaire est une maladie infectieuse qui détruit la dent par déminéralisation de l'émail. Pour des raisons techniques et anatomiques, son diagnostic est difficile: il peut se faire soit par inspection visuelle soit par radiographie. Cependant, ces outils ne sont pas optimaux car de nombreuses lésions restent indétectées ou le sont trop tardivement. 
Là où l'inspection visuelle ne peut pas de mettre en évidence la profondeur de la lésion et où la radiologie ne permet pas la détection de caries derrière les matériaux radio-opaques, les ultrasons haute fréquence s'avèrent être un outil permettant de réaliser un diagnostic dentaire complémentaire. Le fait de pouvoir poser la sonde acoustique au contact de la dent et que la profondeur d'une dent soit faible favorise l'utilisation de l'échographie haute fréquence.  
Le diagnostic est cependant rendu difficile par la forme irrégulière de la dent, sa petite taille et par l'émail et la dentine qui sont les tissus ayant l'impédance acoustique la plus élevée du corps. C'est pour ses raisons que les ultrasons haute fréquence sont peu utilisés par les dentistes et sont encore au stade d'investigation. 
L'échographie haute fréquence peut également être utilisée pour le diagnostic de fissures dentaires, lésions des tissus mous ou encore des fractures de la dent.